# Шезо-сюр-Лозанна
Шезо-сюр-Лозанна (фр. Cheseaux-sur-Lausanne) — громада  в Швейцарії в кантоні Во, округ Лозанна.

## Географія
Громада розташована на відстані близько 80 км на південний захід від Берна, 7 км на північ від Лозанни.
Шезо-сюр-Лозанна має площу 4,6 км², з яких на 24,1% дозволяється будівництво (житлове та будівництво доріг), 60,7% використовуються в сільськогосподарських цілях, 14,7% зайнято лісами, 0,4% не є продуктивними (річки, льодовики або гори).

## Демографія
2019 року в громаді мешкало 4335 осіб (+11,6% порівняно з 2010 роком), іноземців було 22,7%. Густота населення становила 947 осіб/км².
За віковим діапазоном населення розподілялося таким чином: 22,3% — особи молодші 20 років, 61,5% — особи у віці 20—64 років, 16,2% — особи у віці 65 років та старші. Було 1850 помешкань (у середньому 2,3 особи в помешканні).
Із загальної кількості 2064 працюючих 37 було зайнятих в первинному секторі, 538 — в обробній промисловості, 1489 — в галузі послуг.